# Ђиберто (Асти)
Ђиберто је насеље у Италији у округу Асти, региону Пијемонт.
Према процени из 2011. у насељу је живело 23 становника. Насеље се налази на надморској висини од 202 м.